# Dukuh Menanggal
Dukuh Menanggal is een bestuurslaag in het regentschap Surabaya van de provincie Oost-Java, Indonesië. Dukuh Menanggal telt 8418 inwoners (volkstelling 2010).